# Himno a Quintana Roo
El Himno a Quintana Roo es el himno oficial del Estado de Quintana Roo, en México. Es, junto con el escudo del estado, uno de los dos emblemas representativos de la entidad y los municipios que lo conforman. Está constituido por un coro y cinco estrofas, escritas por Ramón Iván Suárez Caamal y musicalizadas por Marco Ramírez Canul.

## Historia

### Creación
En octubre de 1985, durante los festejos del XI aniversario del establecimiento del Estado de Quintana Roo, el gobernador Pedro Joaquín Coldwell y el diputado Rodolfo Romero Euán realizaron la convocatoria para la creación de un himno estatal. Al concurso se presentaron dieciocho composiciones, de las cuales solo fueron elegidas como finalistas tres. Los cantos fueron difundidos a lo largo del estado con la intención de lograr un consenso entre sus habitantes. La obra ganadora fue la escrita por Ramón Iván Suárez Caamal y musicalizada por Marco Ramírez Canul.
El himno fue entonado por primera vez el 12 de enero de 1986, coincidiendo con el aniversario de la promulgación de la constitución estatal y el del establecimiento de Quintana Roo como territorio federal. La interpretación fue realizada por el grupo vocal de la escuela secundaria federal Presidente Adolfo López Mateos y la banda de música del estado, dirigidos por José Muñiz Cohuo, la cual originalmente iba a ser realizada en la explanada de la bandera de Chetumal, pero por los problemas acústicos que presenta la locación se decidió escoger el Centro Social Bellavista como sede de la primera entonación del himno. Al evento asistió el gobernador de Quintana Roo, varios diputados locales y los presidentes municipales de la entidad.TimeRime (2015). «Se entona por vez primera el Himno a Quintana Roo». Consultado el 19 de junio de 2017.</ref>

### Letra
La letra oficial del himno, según indica el artículo 11 del decreto sobre las características, difusión y ejecución del Himno a Quintana Roo es:

#### CORO
Selva, mar, historia y juventud,
pueblo libre y justo bajo el sol,
la tenacidad como virtud:
¡ESO ES QUINTANA ROO!

#### Estrofas
| I De las hondas raíces del maya al tesón que construye el presente entonemos, alzada la frente, en un himno, fraterna lealtad. Al unísono vibren sus notas y la voz de tu pueblo te envuelva, lo repita el clamor de la selva y lo cante el tumulto del mar. II En tu escudo saluda la aurora al surgir del violento Caribe pues la Patria en tu suelo recibe la caricia primera del sol. Once haces son tus Municipios, Once haces de luz ascendente, el pasado se torna presente en el glifo de tu caracol. III Esta tierra que mira al oriente cuna fue del primer mestizaje que nació del amor sin ultraje de Gonzalo Guerrero y Za'asil. Ni la fuerza del viento te humilla, ni la torpe ambición te divide tu estatura gigante se mide en el pacto de unión federal. | IV En Tepich el coraje del maya convirtió su opresión en victoria, el machete escribió en nuestra historia: ¡LIBERTAD! ¡LIBERTAD! ¡LIBERTAD! Santa Cruz fue santuario del libre, su refugio, la selva, el pantano porque el indio se alzó ante el tirano, jabalí perseguido, jaguar. V Mana el látex de herido madero, el mar cede a la red su tesoro, el apiario sus lágrimas de oro y la tierra su fruto en sazón. El trabajo es la fuerza de un pueblo ya que vuelve la vida más digna, construir es la noble consigna y ser libres la eterna lección. |

### Modificaciones posteriores
El himno ha sido modificado varias veces en su segunda estrofa hasta el actual «Once haces son tus municipios, once haces de luz ascendente», esto debido a que en el momento de su creación el estado solo contaba con siete municipios, por lo que su letra tuvo que ser cambiada por el congreso del estado con la intención de incluir en la numeración a las demarcaciones de Solidaridad, Tulum y Bacalar. En noviembre de 2015 fue creado el municipio de Puerto Morelos, haciendo necesario una nueva modificación para incluir a la nueva demarcación en el conteo. Al respecto de las modificaciones, Iván Suárez Caamal, autor de la letra del himno, ha opinado que no es necesario modificar el canto estatal y defiende que se deje en su forma original como testimonio del origen del estado.